# Lugano (huyện)
Huyện Lugano (tiếng Pháp: District du Lugano, tiếng Đức: Bezirk Lugano) là một huyện hành chính của Thụy Sĩ. Huyện này thuộc bang Ticino. Huyện Lugano có diện tích 301 km², dân số theo thống kê của cục thống kê Thụy Sĩ năm 1999 là 128030 người. Trung tâm của huyện đóng ở Lugano. Mã của huyện là 2105.